# US Ben Guerdane
El US Ben Guerdane (en árabe: الاتحاد الرياضي ببنقردان‎) es un equipo de fútbol de Túnez que milita en la CLP-1, la liga de fútbol más importante del país.

## Historia
Fue fundado en el año 1936 en la ciudad de Ben Gardane y es el equipo de fútbol más importante de la ciudad.
Han obtenido dos títulos locales a nivel amateur y su primer logro ha sido el ascenso a la CLP-1 para la temporada 2015/16 por primera vez en su historia.
En su primera temporada en la primera división terminó en sexto lugar y llegó a la final de la Copa de Túnez por primera vez en su historia, la cual perdieron 0-1 ante el Club Africain, pero con ello clasificó por primera vez a una competición internacional, la Copa Confederación de la CAF 2018.
Su debut a nivel internacional inició bien luego de lograr superar la ronda preliminar debido a la no presentación del Al-Hilal Juba de Sudán del Sur al partido de ida, pero terminaron eliminados en la primera ronda por el CARA Brazzaville de República del Congo.

## Palmarés
| Nacional |
| - Copa de Túnez (0) : - finalista : 2016-2017 - CLP-2 (1) - campeón : 2014-2015 - CLP-3 (2) - campeón: 1963-1964, 2007-2008 - CLP-4 (2) - campeón : 1987-1988, 2006-2007 - CLP-5 (1) - campeón : 2002-2003 - Coupe de la Ligue amateur Promosport (1) - ganador : 2006-2007 |

## Participación en competiciones de la CAF
| Temporada | Torneo                       | Ronda      | Club             | Casa | Visita | Global |
| --------- | ---------------------------- | ---------- | ---------------- | ---- | ------ | ------ |
| 2018      | Copa Confederación de la CAF | Preliminar | Al-Hilal Juba    | w.o. | w.o.   | w.o.   |
| 2018      | Copa Confederación de la CAF | 1          | CARA Brazzaville | 3-1  | 0-3    | 3-4    |
| 2019/20   | Copa Confederación de la CAF | Preliminar | Amarat United    | 5-1  | 0-0    | 5-1    |
| 2019/20   | Copa Confederación de la CAF | 1          | Bandari FC       | 2-1  | 0-2    | 2-3    |
| 2021/22   | Copa Confederación de la CAF | 1          | Police           | 3-1  | 0-1    | 3-2    |
| 2021/22   | Copa Confederación de la CAF | 1          | RS Berkane       | 0-1  | 0-4    | 0-5    |

## Jugadores

### Jugadores destacados
- Yassine Boufalgha
- Amine Abbes
- Taoufik Chaibi
- Idrissa Coulibaly
- Abdessalam Jilani
- Seifeddine Charfi